# قصر دادياني
متحف قصر الداديان للتاريخ والعمارة (الجورجية: დადიანების სასახლეთა ისტორიულ-არქიტექტურული მუზეუმი) هو متحف وطني جورجي يقع في زوغديدي، منطقة سامغريلو زيمو سفانيتي، جورجيا. يعد متحف تاريخ ودروس قصر الداديان أحد أبرز القصور في القوقاز.

## التاريخ
تم إعداد أول معرض، من الحفريات الأثرية لمدينة ناكالاكيفي القديمة بواسطة أمير مينغريليا ديفيد دادياني، في عام 1840. ثلاثة قصور تشكل مجمع المتحف الحديث، وأجزاء منها هي أيضا كنيسة العذراء بلاتشرناي وحديقة زوغديدي النباتية. يضم متحف دادياني لقصور التاريخ والهندسة المعمارية بعض المعروضات من التراث الثقافي الطبيعي لجورجيا - مواد كنز تاجيلوني، والدة الإله المقدسة، أيقونة الملكة بوردوخان - أم الملكة تمار من جورجيا، والمخطوطات من القرن الثالث عشر - القرن الرابع عشر، والمنمنمات، والنصب التذكاري رفات سلالة دادياني، وأشياء متصلة بإمبراطور فرنسا نابليون بونابرت - جلبها إلى القصر زوج ابنة ديفيد دادياني، الأمير أشيل مراد، حفيد شقيقة نابليون، كارولينا.

## المجموعة الأثرية
في أوائل عام 1848، اعتاد أمير ساميغريلو، ديفيد دادياني، أن يري لضيوفه المجموعة الأثرية والنقدية من نوكالاكيفي، وهو موقع أثري في ساميغريلو. تم العثور على بعض المعروضات من قبل ديفيد دادياني نفسه، وتم شراء البعض منها من قبل المستوطنين في مجاله. أهم الحفريات الأثرية التي قام بها ديفيد دادياني كانت بحث نوكالاكيفي - المعروف باسم أرتشوبوليس في العصور القديمة.

## روابط خارجية
- الموقع الرسمي